# FK Tobol Kostanay
El FK Tobol Kostanay (kazakh: Тобыл футбол клубы, Tobyl Fýtbol Klýby) és un club kazakh de futbol de la ciutat de Kostanai.

## Història
Evolució del nom:
- 1967: Avtomobilist
- 1982: Energetik
- 1990: Kustanayets
- 1992: Khimik
- 1995: Tobol

## Palmarès
- Lliga kazakh de futbol:[3]
  - 2010, 2021
- Copa kazakh de futbol:[4]
  - 2007, 2023
- Copa kazakh de futbol:
  - 2021, 2022, 2024
- Copa Intertoto de la UEFA:[5]
  - 2007